# Жереб'ятин
Жереб'я́тин (у 1927—2016 роках — Жовтневе) — село в Україні, у Вороньківській сільській громаді Бориспільськомго району Київської області. Населення становить 137 осіб.

## Історія
Засноване у XVI столітті на території Київського воєводства Речі Посполитої.
До 1586 р. землі навколо Воронькова належали до володінь Філона Лозки. При Лозках було населено с. Жереб'ятин.
За Гетьманщини селище Жереб'ятин входило до складу Воронківської сотні Переяславського полку.
За описом Київського намісництва 1781 року у Жереб'ятині була 51 хата. За описом 1787 року в селищі проживало 170 душ. Було у власності козаків і власників — полковниці Лукашевичої і прапорщика Козелецького.
Є на мапі 1800 року.
Селище було приписане до церкви Різдва Богородиці у Вороньківі.
У 1927 році отримало назву Жовтневе. У лютому 2016 року в рамках «декомунізації» селу Жовтневе повернуто історичну назву Жереб'ятин.
У селі похований відомий український кіноактор Костянтин Степанков.

## Джерело
- Облікова картка на сайті ВРУ [Архівовано 7 березня 2016 у Wayback Machine.]
- Інформація взята з порталу http://who-is-who.com.ua

| Україна | Це незавершена стаття з географії України. Ви можете допомогти проєкту, виправивши або дописавши її. |